# Ånghalt
Ånghalt är storheten för mängden kilogram vatten per kubikmeter och brukar ofta betecknas med bokstaven v. Varmare ånga har en högre maximal ånghalt, vilket kallas ångans mättnadsånghalt (betecknas vanligen vm). Ånghalten räknas oftast fram från relativ fuktighet och temperatur eftersom dessa storheter låter sig mätas direkt. Ånghalten är lika med mättnadsånghalten (ångtryck för vatten) för aktuell temperatur multiplicerat med den relativa fuktigheten. 

## Mättnadsånghalt

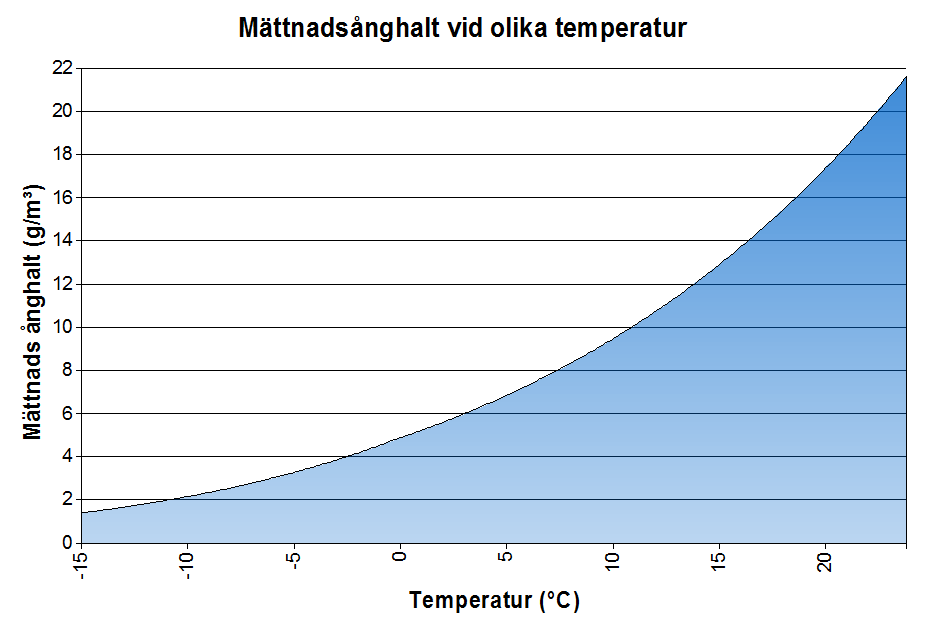
Maximal mängd vatten i form av ånga (gram/m³) som funktion av temperatur i °C

Mättnadsånghalten är den maximala ånghalt en volym kan nå vid en viss temperatur, och korresponderar till en relativ fuktighet om 100 %. Mättnadsånghalten är temperaturberoende, ju högre temperatur desto högre mättnadsånghalt. 
Under särskilt rena förhållanden och i frånvaro av kondensationsytor kan dock mättnadsånghalten överskridas.
Mättnadsånghalten är ett uttryck som kan leda en att tro att ångan är löst i luften eller gasen den finns i, i likhet med en mättad lösning inom kemin. Detta är emellertid ett missförstånd, ångan är inte löst i luften utan upptar bara samma volym. Mättnadsånghalt har således fysikalisk mening även i vakuum och ånghalten är oberoende av om ångan finns i luft, annan gas eller vakuum.
Exempel
Luft med 18 °C temperatur kan maximalt innehålla: vm = 15,4 g/m³
Luft med 19 °C temperatur kan maximalt innehålla: vm = 16,3 g/m³
Har luften en relativ fuktighet om 50 % och en temperatur på 18 °C är alltså ånghalten 15,4 ⋅ 0,5 = 7,7 g/m³.
Vid 19 °C ger samma relativa fuktighet istället en ånghalt på 16,3 ⋅ 0,5 = 8,15 g/m³.
Över oceanerna kan luften vara så ren att det inte finns stoft att kondensera mot och där kan ånghalten under perioder överstiga mättnadsånghalten (och således den relativa luftfuktigheten överstiga 100 % – i riktigt ren luft ända upp till 400 %).